# Vainu Bappu
Manali Kallat Vainu Bappu (né le 10 août 1927 – mort le 19 août 1982) est un astronome indien. Il a contribué à l'établissement de plusieurs institutions astronomiques indiennes, dont l'observatoire Vainu Bappu et l'Institut indien d'astrophysique. Il a également été président de Union astronomique internationale. Il est connu pour avoir co-découvert, avec Olin Wilson, l'effet Wilson-Bappu.
En 1949, il reçoit la médaille Donhoe Comet par l'Astronomical Society of the Pacific.

## Biographie
Vainu Bappu naît dans une famille Thiyya à Chennai le 10 août 1927. Il est le seul enfant de Manali Kukuzhi et Sunanna Bappu. Son père est astronome à l'observatoire Nizamiah, situé en Andhra Pradesh.
Bappu fréquente l'université Harvard, où il obtient un Ph.D.. Il effectue par la suite un postdoctorat à l'université de Madras. Avec deux collègues, il découvre la comète Bappu-Bok-Newkirk.
En 1957, Bappu et l'astronome américain Olin Wilson décrivent ce qui sera nommé plus tard l'effet Wilson-Bappu.

## Retour en Inde

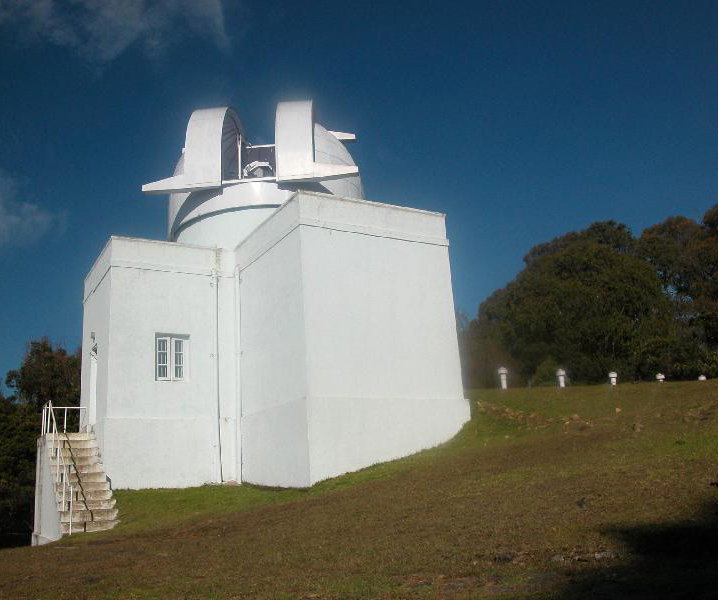
Solar Tunnel Telescope de l'Observatoire solaire de Kodaikanal. Bappu a dirigé l'observatoire en 1960.

De retour en Inde, Bappu est placé à la tête d'une équipe d'astronome afin de construire un observatoire astronomique à Nainital.